# دينيس لابيشينو
دينيس لابيشينو (27 يوليو 1990 بفراونفيلد في سويسرا - ) هو لاعب كرة قدم سويسري في مركز الظهير. شارك مع منتخب سويسرا تحت 21 سنة لكرة القدم. أما مع النوادي، فقد لعب مع إمباكت مونتريال ودي.سي. يونايتد ونادي بازل ونادي بيل-بيين ونادي فينترتور ونادي لوغانو.

## روابط خارجية
- دينيس لابيشينو على موقع الدوري الأمريكي (الإنجليزية)
- دينيس لابيشينو على موقع قاعدة بيانات كرة القدم.إي يو (الإنجليزية)
- دينيس لابيشينو على موقع ليكيب (الفرنسية)
- دينيس لابيشينو على موقع Soccerway.com (الإنجليزية)
- دينيس لابيشينو على موقع عالم كرة القدم.نت (الإنجليزية)